# Swing Duet Warszawa
Swing Duet Warszawa – jeden z najbardziej znanych klubów i stowarzyszeń tańca integracyjnego na świecie. Zawodnicy klubu zdobyli wiele mistrzostw świata i Europy w tańcach na wózkach.

## Historia
- 1994 - początki pierwszego w Polsce klubu tańca osób niepełnosprawnych
- 1996 - przekształcony w Stowarzyszenie Rehabilitacji i Tańca Integracyjnego
- 1999 - cztery pary z klubu jako kadra Polski brały udział w Mistrzostwach Europy w Atenach gdzie zdobyły 2 złote, 2 srebrne i 1 brązowy medal
- 2000 - trzy pary z klubu uczestniczyły w Mistrzostwach Świata w Norwegii zdobywając 1 złoty 1 srebrny i 1 brązowy medal
- 2001 - Mistrzostwa Europy: 2 złote 1 srebrny i 3 brązowe